# Parafia św. Jana Chrzciciela w Łeknie
Parafia pw. Świętego Jana Chrzciciela w Łeknie – rzymskokatolicka parafia należąca do dekanatu Mielno, diecezji koszalińsko-kołobrzeskiej, metropolii szczecińsko-kamieńskiej. Została utworzona w 1973 roku. Siedziba parafii mieści się pod numerem 11.

## Miejsca święte

### Kościół parafialny
Kościół pw. św. Jana Chrzciciela w Łeknie
Kościół parafialny został zbudowany w XV/XVI wieku, poświęcony 1946.

### Kościoły filialne i kaplice
Punkt odprawiania Mszy św. w Dobrem